# Vazul
Vazul o Vászoly, (prima del 997 – 1031 o 1032) era un membro della nobile dinastia magiara degli Arpadi figlio del duca Mihály, nipote di Taksony e cugino di Stefano I d'Ungheria.
L'unica altra informazione certa relativa alla sua vita riguarda la sua prigionia e il suo accecamento preso la fortezza di Nyitra (Nitra, oggi in Slovacchia) negli ultimi anni del regno di Stefano. Gli storici moderni, incluso György Györffy, non escludono che fosse stato in precedenza duca di Nitra. Vazul è il capostipite di quel ramo degli Arpadi che include quasi tutti i re d'Ungheria al potere dopo il 1046 (la cosiddetta linea Vazul).

## Biografia
Vazul era figlio  di Mihály, figlio minore del gran principe Taksony. Il nome di sua madre è sconosciuto, ma secondo György Györffy è «probabile» che si trattasse di una principessa bulgara imparentata con Samuele di Bulgaria. Györffy ipotizza anche che Vazul fosse ancora in tenera età intorno al 997. Il suo nome deriva dal greco Βασιλειος (Basileios), ovvero "regio" (si veda a tal proposito Basilio), circostanza la quale implica che fu battezzato secondo il rito bizantino.
Györffy sostiene che Vazul vantava «logicamente» dei legami con il «ducato di Nyitra», in quanto le cronache non menzionano altre regioni in cui trascorse degli anni della sua vita. Secondo la Chronica Picta, re Stefano imprigionò Vazul e lo tenne confinato nella fortezza di Nyitra (Nitra, oggi in Slovacchia) allo scopo di esortarlo a «modificare il suo stile di vita frivolo e tipico delle follie giovanili». A differenza di Györffy, l'accademico slovacco Ján Steinhübel non ha dubbi sul fatto che Vazul fosse un duca di Nyitra, subentrato al fratello Ladislao il Calvo prima del 1030. Quest'ultimo autore aggiunge che Vazul, alla stessa maniera di suo fratello, accettò il rapporto di vassallaggio in corso con il re Miecislao II di Polonia, ma fu imprigionato nella sua vecchia capitale quando Stefano I occupò il suo ducato nel 1031. La teoria secondo cui il «ducato di Nyitra» risultava sottoposto all'autorità polacca nei primi decenni dell'XI secolo si regge però su una fonte soltanto e per giunta tarda, il Chronicon Hungarico-Polonicum, aspramente criticato per la sua scarsa affidabilità da Györffy.
Emerico, l'unico figlio di re Stefano sopravvissuto all'infanzia, morì nel corso di una battuta di caccia nel 1031. Secondo i quasi coevi Annales Altahenses, Vazul fu assai risentito del fatto che non fosse stato considerato per la linea di successione e non mancò di sottolinearlo, con il risultato che Stefano decise di neutralizzarlo e punirlo accecandolo. Stando ai rapporti contrastanti delle cronache ungheresi di epoca successiva, scritte mentre erano al potere dei sovrani discendenti dalla linea di Vazul, Stefano era all'inizio propenso a nominare Vazul quale suo erede, ma gli oppositori del nobile, inclusa la moglie di Stefano Gisella, ordirono un complotto per ostacolare i piani della corona. A quel punto, inviarono un «uomo malvagio» a Nyitra che «cavò gli occhi di Vazul e riempì di piombo le cavità delle sue orecchie» prima dell'arrivo degli emissari del re.
(Simone di Kéza, Gesta Hunnorum et Hungarorum)

## Famiglia

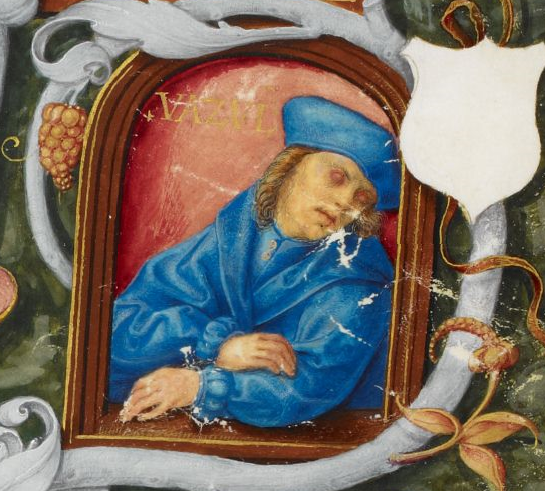
Vazul d'Ungheria con gli occhi cavati, miniatura tratta dalla Genealogia dei Re del Portogallo (XVI secolo)

Le informazioni relative all'albero genealogico di Vazul sono contraddittorie. Le cronache ungheresi di epoca successiva tendevano a omettere il fatto che i re al potere dopo il 1046 discendevano da un principe diseredato e condannato dal santo e primo re d'Ungheria (la cosiddetta linea Vazul). Di conseguenza, molte delle cronache riconoscono in capo al fratello di Vazul, Ladislao il Calvo, il ruolo di capostipite dei monarchi ungheresi. Nonostante ciò, la versione riferita dalla Chronica Picta tramanda l'informazione riguardante la paternità di Vazul sui tre figli di nome Andrea, Béla e Levente. Inoltre, prosegue l'opera, si narra che la moglie di Vazul apparteneva al clan Tátony, ma non si trattava di una relazione matrimoniale legittima. I suoi tre figli furono espulsi dall'Ungheria dopo la morte di Vazul nel 1031 o 1032.
(Chronica Picta)
Györffy e Gerics hanno affermato che il nome Tatun, la moglie di Vazul, rappresenta un errore di ortografia che sta invece per Catun, ovvero un titolo reale in voga tra le persone di origine turca dalla Manciuria alla Bulgaria. Il significato dell'espressione era «prima moglie del khagan». Secondo Györffy, una ragazza della stirpe Tatun era figlia di Tatun, moglie di Kean (menzionato nelle cronache ungheresi), cioè lo zar di Bulgaria, la cui famiglia fuggì in Ungheria quando Basilio II, l'imperatore bizantino pose fine all'esistenza dello Stato bulgaro (996-1004, 1014-1018). Gerics sosteneva che Vazul e Tatun fossero ancora pagani al momento del loro matrimonio, motivo per cui le cronache magiare riferivano che Andrea, Béla e Levente fossero i figli del duca Vazul non nati da un vero letto matrimoniale. Gerics ha altresì affermato che Tatun potrebbe aver partecipato alla rivolta di Koppány e che perse successivamente il suo rango aristocratico. Per questa ragione, le cronache ungheresi ritenevano che i figli di Vazul dovevano il loro sangue blu al padre e non alla madre.
Il seguente albero genealogico presenta gli antenati di Vazul e la sua progenie.
|  |  |                      |                      |                      |                      | Árpád                | Árpád                | Árpád  | Árpád  | Árpád               | Árpád               |                           |                           |                           |                           | Menumorut*                | Menumorut*                | Menumorut*                | Menumorut*                | Menumorut*                | Menumorut*                |                           |                           |       |       |                            |                            |                            |                            |                            |                            |                          |                          |                          |                          |                          |                          |                    |                    |                    |                    |
|  |  |                      |                      |                      |                      | Árpád                | Árpád                | Árpád  | Árpád  | Árpád               | Árpád               |                           |                           |                           |                           | Menumorut*                | Menumorut*                | Menumorut*                | Menumorut*                | Menumorut*                | Menumorut*                |                           |                           |       |       |                            |                            |                            |                            |                            |                            |                          |                          |                          |                          |                          |                          |                    |                    |                    |                    |
|  |  |                      |                      |                      |                      | Zoltán               | Zoltán               | Zoltán | Zoltán | Zoltán              | Zoltán              |                           |                           | figlia                    | figlia                    | figlia                    | figlia                    | figlia                    | figlia                    |                           |                           |                           |                           |       |       |                            |                            |                            |                            |                            |                            |                          |                          |                          |                          |                          |                          |                    |                    |                    |                    |
|  |  |                      |                      |                      |                      | Zoltán               | Zoltán               | Zoltán | Zoltán | Zoltán              | Zoltán              |                           |                           | figlia                    | figlia                    | figlia                    | figlia                    | figlia                    | figlia                    |                           |                           |                           |                           |       |       |                            |                            |                            |                            |                            |                            |                          |                          |                          |                          |                          |                          |                    |                    |                    |                    |
|  |  |                      |                      |                      |                      |                      |                      |        |        |                     |                     |                           |                           |                           |                           |                           |                           |                           |                           |                           |                           |                           |                           |       |       |                            |                            |                            |                            |                            |                            |                          |                          |                          |                          |                          |                          |                    |                    |                    |                    |
|  |  |                      |                      |                      |                      |                      |                      |        |        | Taksony             | Taksony             | Taksony                   | Taksony                   | Taksony                   | Taksony                   |                           |                           | una nobildonna «cumana»** | una nobildonna «cumana»** | una nobildonna «cumana»** | una nobildonna «cumana»** | una nobildonna «cumana»** | una nobildonna «cumana»** |       |       |                            |                            |                            |                            |                            |                            |                          |                          |                          |                          |                          |                          |                    |                    |                    |                    |
|  |  |                      |                      |                      |                      |                      |                      |        |        | Taksony             | Taksony             | Taksony                   | Taksony                   | Taksony                   | Taksony                   |                           |                           | una nobildonna «cumana»** | una nobildonna «cumana»** | una nobildonna «cumana»** | una nobildonna «cumana»** | una nobildonna «cumana»** | una nobildonna «cumana»** |       |       |                            |                            |                            |                            |                            |                            |                          |                          |                          |                          |                          |                          |                    |                    |                    |                    |
|  |  |                      |                      |                      |                      |                      |                      |        |        |                     |                     |                           |                           |                           |                           |                           |                           |                           |                           |                           |                           |                           |                           |       |       |                            |                            |                            |                            |                            |                            |                          |                          |                          |                          |                          |                          |                    |                    |                    |                    |
|  |  |                      |                      |                      |                      |                      |                      |        |        |                     |                     |                           |                           |                           |                           |                           |                           |                           |                           |                           |                           |                           |                           |       |       |                            |                            |                            |                            |                            |                            |                          |                          |                          |                          |                          |                          |                    |                    |                    |                    |
|  |  | Géza                 | Géza                 | Géza                 | Géza                 | Géza                 | Géza                 |        |        |                     |                     |                           |                           |                           |                           |                           |                           | Mihály                    | Mihály                    | Mihály                    | Mihály                    | Mihály                    | Mihály                    |       |       | una principessa bulgara*** | una principessa bulgara*** | una principessa bulgara*** | una principessa bulgara*** | una principessa bulgara*** | una principessa bulgara*** |                          |                          |                          |                          |                          |                          |                    |                    |                    |                    |
|  |  | Géza                 | Géza                 | Géza                 | Géza                 | Géza                 | Géza                 |        |        |                     |                     |                           |                           |                           |                           |                           |                           | Mihály                    | Mihály                    | Mihály                    | Mihály                    | Mihály                    | Mihály                    |       |       | una principessa bulgara*** | una principessa bulgara*** | una principessa bulgara*** | una principessa bulgara*** | una principessa bulgara*** | una principessa bulgara*** |                          |                          |                          |                          |                          |                          |                    |                    |                    |                    |
|  |  |                      |                      |                      |                      |                      |                      |        |        |                     |                     |                           |                           |                           |                           |                           |                           |                           |                           |                           |                           |                           |                           |       |       |                            |                            |                            |                            |                            |                            |                          |                          |                          |                          |                          |                          |                    |                    |                    |                    |
|  |  |                      |                      |                      |                      |                      |                      |        |        |                     |                     |                           |                           |                           |                           |                           |                           |                           |                           |                           |                           |                           |                           |       |       |                            |                            |                            |                            |                            |                            |                          |                          |                          |                          |                          |                          |                    |                    |                    |                    |
|  |  | Stefano I d'Ungheria | Stefano I d'Ungheria | Stefano I d'Ungheria | Stefano I d'Ungheria | Stefano I d'Ungheria | Stefano I d'Ungheria |        |        |                     |                     | una donna del clan Tátony | una donna del clan Tátony | una donna del clan Tátony | una donna del clan Tátony | una donna del clan Tátony | una donna del clan Tátony |                           |                           | Vazul                     | Vazul                     | Vazul                     | Vazul                     | Vazul | Vazul |                            |                            | Ladislao il Calvo          | Ladislao il Calvo          | Ladislao il Calvo          | Ladislao il Calvo          | Ladislao il Calvo        | Ladislao il Calvo        |                          |                          | Premislava****           | Premislava****           | Premislava****     | Premislava****     | Premislava****     | Premislava****     |
|  |  | Stefano I d'Ungheria | Stefano I d'Ungheria | Stefano I d'Ungheria | Stefano I d'Ungheria | Stefano I d'Ungheria | Stefano I d'Ungheria |        |        |                     |                     | una donna del clan Tátony | una donna del clan Tátony | una donna del clan Tátony | una donna del clan Tátony | una donna del clan Tátony | una donna del clan Tátony |                           |                           | Vazul                     | Vazul                     | Vazul                     | Vazul                     | Vazul | Vazul |                            |                            | Ladislao il Calvo          | Ladislao il Calvo          | Ladislao il Calvo          | Ladislao il Calvo          | Ladislao il Calvo        | Ladislao il Calvo        |                          |                          | Premislava****           | Premislava****           | Premislava****     | Premislava****     | Premislava****     | Premislava****     |
|  |  |                      |                      |                      |                      |                      |                      |        |        |                     |                     |                           |                           |                           |                           |                           |                           |                           |                           |                           |                           |                           |                           |       |       |                            |                            |                            |                            |                            |                            |                          |                          |                          |                          |                          |                          |                    |                    |                    |                    |
|  |  |                      |                      |                      |                      |                      |                      |        |        |                     |                     |                           |                           |                           |                           |                           |                           |                           |                           |                           |                           |                           |                           |       |       |                            |                            |                            |                            |                            |                            |                          |                          |                          |                          |                          |                          |                    |                    |                    |                    |
|  |  | Levente              | Levente              | Levente              | Levente              | Levente              | Levente              |        |        | Andrea I d'Ungheria | Andrea I d'Ungheria | Andrea I d'Ungheria       | Andrea I d'Ungheria       | Andrea I d'Ungheria       | Andrea I d'Ungheria       |                           |                           | Anastasia di Kiev         | Anastasia di Kiev         | Anastasia di Kiev         | Anastasia di Kiev         | Anastasia di Kiev         | Anastasia di Kiev         |       |       |                            |                            | Béla I d'Ungheria          | Béla I d'Ungheria          | Béla I d'Ungheria          | Béla I d'Ungheria          | Béla I d'Ungheria        | Béla I d'Ungheria        |                          |                          | Richeza di Polonia       | Richeza di Polonia       | Richeza di Polonia | Richeza di Polonia | Richeza di Polonia | Richeza di Polonia |
|  |  | Levente              | Levente              | Levente              | Levente              | Levente              | Levente              |        |        | Andrea I d'Ungheria | Andrea I d'Ungheria | Andrea I d'Ungheria       | Andrea I d'Ungheria       | Andrea I d'Ungheria       | Andrea I d'Ungheria       |                           |                           | Anastasia di Kiev         | Anastasia di Kiev         | Anastasia di Kiev         | Anastasia di Kiev         | Anastasia di Kiev         | Anastasia di Kiev         |       |       |                            |                            | Béla I d'Ungheria          | Béla I d'Ungheria          | Béla I d'Ungheria          | Béla I d'Ungheria          | Béla I d'Ungheria        | Béla I d'Ungheria        |                          |                          | Richeza di Polonia       | Richeza di Polonia       | Richeza di Polonia | Richeza di Polonia | Richeza di Polonia | Richeza di Polonia |
|  |  |                      |                      |                      |                      |                      |                      |        |        |                     |                     |                           |                           |                           |                           |                           |                           |                           |                           |                           |                           |                           |                           |       |       |                            |                            |                            |                            |                            |                            |                          |                          |                          |                          |                          |                          |                    |                    |                    |                    |
|  |  |                      |                      |                      |                      |                      |                      |        |        |                     |                     |                           |                           | Salomone d'Ungheria       | Salomone d'Ungheria       | Salomone d'Ungheria       | Salomone d'Ungheria       | Salomone d'Ungheria       | Salomone d'Ungheria       |                           |                           |                           |                           |       |       |                            |                            |                            |                            |                            |                            | Re d'Ungheria (dal 1074) | Re d'Ungheria (dal 1074) | Re d'Ungheria (dal 1074) | Re d'Ungheria (dal 1074) | Re d'Ungheria (dal 1074) | Re d'Ungheria (dal 1074) |                    |                    |                    |                    |

* La storicità o meno di Menumorut resta oggetto di dibattito per gli studiosi moderni.
** Una donna cazara, pecenega o bulgara del Volga.
*** Györffy ritiene si tratti di una donna legata alla dinastia bulgara dei Cometopuli.
**** Kristó ipotizza che potrebbe essere stato un membro della dinastia rjurikide attivi nella Rus' di Kiev.

## Ascendenza
|                    |   |   | Genitori |  |  | Nonni |  |  | Bisnonni          |  |  | Trisnonni        |  |
|                    |   |   |          |  |  |       |  |  | Zoltán d'Ungheria |  |  | Árpád d'Ungheria |  |
|                    |   |   |          |  |  |       |  |  | Zoltán d'Ungheria |  |  | Árpád d'Ungheria |  |
|                    |   | … |          |  |  |       |  |  | Zoltán d'Ungheria |  |  |                  |  |
| Taksony d'Ungheria |   |   |          |  |  |       |  |  | Zoltán d'Ungheria |  |  |                  |  |
|                    |   | … | …        |  |  |       |  |  |                   |  |  |                  |  |
|                    |   | … | …        |  |  |       |  |  |                   |  |  |                  |  |
|                    |   | … | …        |  |  |       |  |  |                   |  |  |                  |  |
| Mihály             |   | … |          |  |  |       |  |  |                   |  |  |                  |  |
|                    |   | … | …        |  |  |       |  |  |                   |  |  |                  |  |
|                    |   | … | …        |  |  |       |  |  |                   |  |  |                  |  |
|                    |   | … | …        |  |  |       |  |  |                   |  |  |                  |  |
| …                  |   | … |          |  |  |       |  |  |                   |  |  |                  |  |
|                    |   | … | …        |  |  |       |  |  |                   |  |  |                  |  |
|                    |   | … | …        |  |  |       |  |  |                   |  |  |                  |  |
|                    |   | … | …        |  |  |       |  |  |                   |  |  |                  |  |
| Vazul d'Ungheria   |   | … |          |  |  |       |  |  |                   |  |  |                  |  |
|                    | … | … |          |  |  |       |  |  |                   |  |  |                  |  |
|                    | … | … |          |  |  |       |  |  |                   |  |  |                  |  |
|                    | … | … |          |  |  |       |  |  |                   |  |  |                  |  |
| …                  | … |   |          |  |  |       |  |  |                   |  |  |                  |  |
|                    |   | … | …        |  |  |       |  |  |                   |  |  |                  |  |
|                    |   | … | …        |  |  |       |  |  |                   |  |  |                  |  |
|                    |   | … | …        |  |  |       |  |  |                   |  |  |                  |  |
| …                  |   | … |          |  |  |       |  |  |                   |  |  |                  |  |
|                    |   | … | …        |  |  |       |  |  |                   |  |  |                  |  |
|                    |   | … | …        |  |  |       |  |  |                   |  |  |                  |  |
|                    |   | … | …        |  |  |       |  |  |                   |  |  |                  |  |
| …                  |   | … |          |  |  |       |  |  |                   |  |  |                  |  |
|                    |   | … | …        |  |  |       |  |  |                   |  |  |                  |  |
|                    |   | … | …        |  |  |       |  |  |                   |  |  |                  |  |
|                    |   | … | …        |  |  |       |  |  |                   |  |  |                  |  |
|                    |   | … |          |  |  |       |  |  |                   |  |  |                  |  |

### Fonti primarie
- Simone di Kéza, Gesta Hunnorum et Hungarorum, traduzione di László Veszprémy e Frank Schaer, CEU Press, 1999, ISBN 963-9116-31-9.
- Dezső Dercsényi, Leslie S. Domonkos (a cura di), Chronica Picta, Corvina, Taplinger Publishing, 1970, ISBN 0-8008-4015-1.

### Fonti secondarie
- (EN) Pál Engel, The Realm of St Stephen: A History of Medieval Hungary, 895-1526, I.B. Tauris Publishers, 2001, ISBN 1-86064-061-3.
- (EN) György Györffy, King Saint Stephen of Hungary, Atlantic Research and Publications, 1994, ISBN 978-0-88033-300-9.
- (HU) György Györffy, István király és műve [Re Stefano e il suo operato], Balassi Kiadó, 2000.
- (HU) Zoltán Kordé, Taksony, in Gyula Kristó, Pál Engel e Ferenc Makk, Korai magyar történeti lexikon (9-14. század) [Enciclopedia dell'Antica Storia Ungherese (IX-XIV secolo)], Akadémiai Kiadó, 1994,  p. 659, ISBN 963-05-6722-9.
- (HU) Gyula Kristó e Ferenc Makk, Az Árpád-ház uralkodói [Sovrani della casata degli Arpadi], I.P.C. Könyvek, 1996, ISBN 963-7930-97-3.
- (EN) Gyula Kristó, The Life of King Stephen the Saint, in Attila Zsoldos, Saint Stephen and His Country: A Newborn Kingdom in Central Europe - Hungary, Lucidus Kiadó, 2001,  pp. 15-36, ISBN 978-963-86163-9-5.
- (EN) Denis Sinor, A History of Hungary, New York, A. Praeger, 1959, ISBN non esistente.
- (EN) Ján Steinhübel, The Duchy of Nitra, in Slovakia in History, Cambridge University Press, 2011,  pp. 15-29, ISBN 978-0-521-80253-6.
- (EN) Ján Steinhübel, The Nitrian Principality: The Beginnings of Medieval Slovakia, BRILL, 2020, ISBN 978-90-04-43863-7.
- (HU) László Veszprémy, Vazul, in Gyula Kristó, Pál Engel e Ferenc Makk, Korai magyar történeti lexikon (9-14. század) [Enciclopedia dell'Antica Storia Ungherese (IX-XIV secolo)], Akadémiai Kiadó, 1994,  pp. 721-722, ISBN 963-05-6722-9.